# MLS Cup 1996

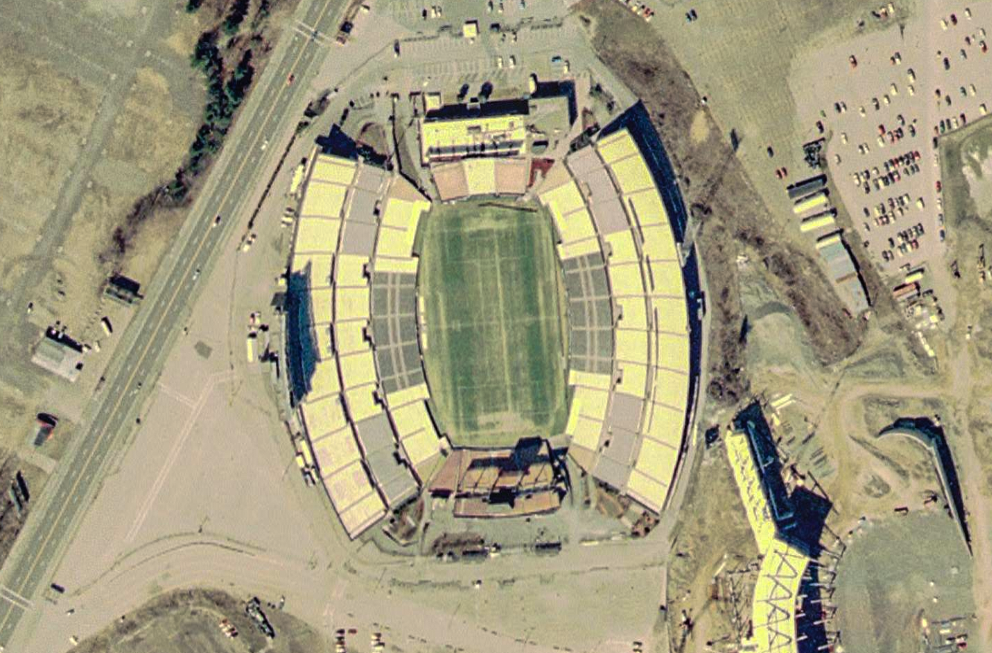
Foxboro Stadium, sede de la final.

La MLS Cup 1996 fue la primera final de la MLS Cup en la primera temporada de la Major League Soccer de los Estados Unidos. Se jugó el 20 de octubre en el Foxboro Stadium en Foxborough, Massachusetts. Fue la primera en la historia de la liga.
D.C. United se coronaron campeones tras derrotar a Los Angeles Galaxy por 3 a 2 y obteniendo su primera MLS Cup en su historia. Tras el resultado del partido, D.C. United y Los Angeles Galaxy clasificaron directamente en la Copa de Campeones de la Concacaf 1997.

## Llave
| D.C. United 3 | Los Angeles Galaxy 2 |

## El Partido
| 2  | POR | Mark Simpson     |     |
| 4  | DEF | Clint Peay       |     |
| 23 | DEF | Eddie Pope       |     |
| 12 | DEF | Jeff Agoos       |     |
| 11 | DEF | Mario Gori       | 59' |
| 16 | MED | Richie Williams  |     |
| 19 | MED | John Maessner    | 79' |
| 6  | MED | John Harkes      |     |
| 10 | MED | Marco Etcheverry |     |
| 9  | DEL | Jaime Moreno     |     |
| 21 | DEL | Raúl Díaz Arce   |     |
| DT | DT  | Bruce Arena      |     |

| 9  | POR | Jorge Campos        |     |
| 4  | DEF | Robin Fraser        |     |
| 19 | DEF | Arash Noamouz       |     |
| 3  | DEF | Mark Semioli        |     |
| 18 | DEF | Greg Vanney         |     |
| 14 | MED | Chris Armas         |     |
| 5  | MED | Jorge Salcedo       | 77' |
| 10 | MED | Mauricio Cienfuegos |     |
| 13 | MED | Cobi Jones          |     |
| 11 | DEL | Harut Karapetyan    | 75' |
| 29 | DEL | Eduardo Hurtado     |     |
| DT | DT  | Lothar Osiander     |     |

| 7  | MED | Tony Sanneh  | 59' |
| 12 | MED | Shawn Medved | 70' |

| 7  | DEL | Ante Razov  | 76' |
| 20 | DEF | Curt Onalfo | 77' |

| Anotado | 72' | Tony Sanneh  |
| Anotado | 81' | Shawn Medved |
| Anotado | 94' | Eddie Pope   |

| Anotado | 5'  | Eduardo Hurtado |
| Anotado | 56' | Chris Armas     |

| Amonestado | 39' | Marco Etcheverry |
| Amonestado | 53' | Clint Peay       |

| Amonestado | 41' | Eduardo Hurtado |
| Amonestado | 74' | Arash Noamouz   |

| Árbitro             | Esse Baharmast   |
| Árbitros asistentes | C.J. Morgante    |
| Árbitros asistentes | Rob Fereday      |
| Cuarto árbitro      | Baldomero Toledo |

| 2  | POR | Mark Simpson     |     |
| 4  | DEF | Clint Peay       |     |
| 23 | DEF | Eddie Pope       |     |
| 12 | DEF | Jeff Agoos       |     |
| 11 | DEF | Mario Gori       | 59' |
| 16 | MED | Richie Williams  |     |
| 19 | MED | John Maessner    | 79' |
| 6  | MED | John Harkes      |     |
| 10 | MED | Marco Etcheverry |     |
| 9  | DEL | Jaime Moreno     |     |
| 21 | DEL | Raúl Díaz Arce   |     |
| DT | DT  | Bruce Arena      |     |

| 9  | POR | Jorge Campos        |     |
| 4  | DEF | Robin Fraser        |     |
| 19 | DEF | Arash Noamouz       |     |
| 3  | DEF | Mark Semioli        |     |
| 18 | DEF | Greg Vanney         |     |
| 14 | MED | Chris Armas         |     |
| 5  | MED | Jorge Salcedo       | 77' |
| 10 | MED | Mauricio Cienfuegos |     |
| 13 | MED | Cobi Jones          |     |
| 11 | DEL | Harut Karapetyan    | 75' |
| 29 | DEL | Eduardo Hurtado     |     |
| DT | DT  | Lothar Osiander     |     |

| 7  | MED | Tony Sanneh  | 59' |
| 12 | MED | Shawn Medved | 70' |

| 7  | DEL | Ante Razov  | 76' |
| 20 | DEF | Curt Onalfo | 77' |

| Anotado | 72' | Tony Sanneh  |
| Anotado | 81' | Shawn Medved |
| Anotado | 94' | Eddie Pope   |

| Anotado | 5'  | Eduardo Hurtado |
| Anotado | 56' | Chris Armas     |

| Amonestado | 39' | Marco Etcheverry |
| Amonestado | 53' | Clint Peay       |

| Amonestado | 41' | Eduardo Hurtado |
| Amonestado | 74' | Arash Noamouz   |

| Árbitro             | Esse Baharmast   |
| Árbitros asistentes | C.J. Morgante    |
| Árbitros asistentes | Rob Fereday      |
| Cuarto árbitro      | Baldomero Toledo |

|                               |
|                               |
| Campeón D.C. United 1° título |